# Andreas Rett

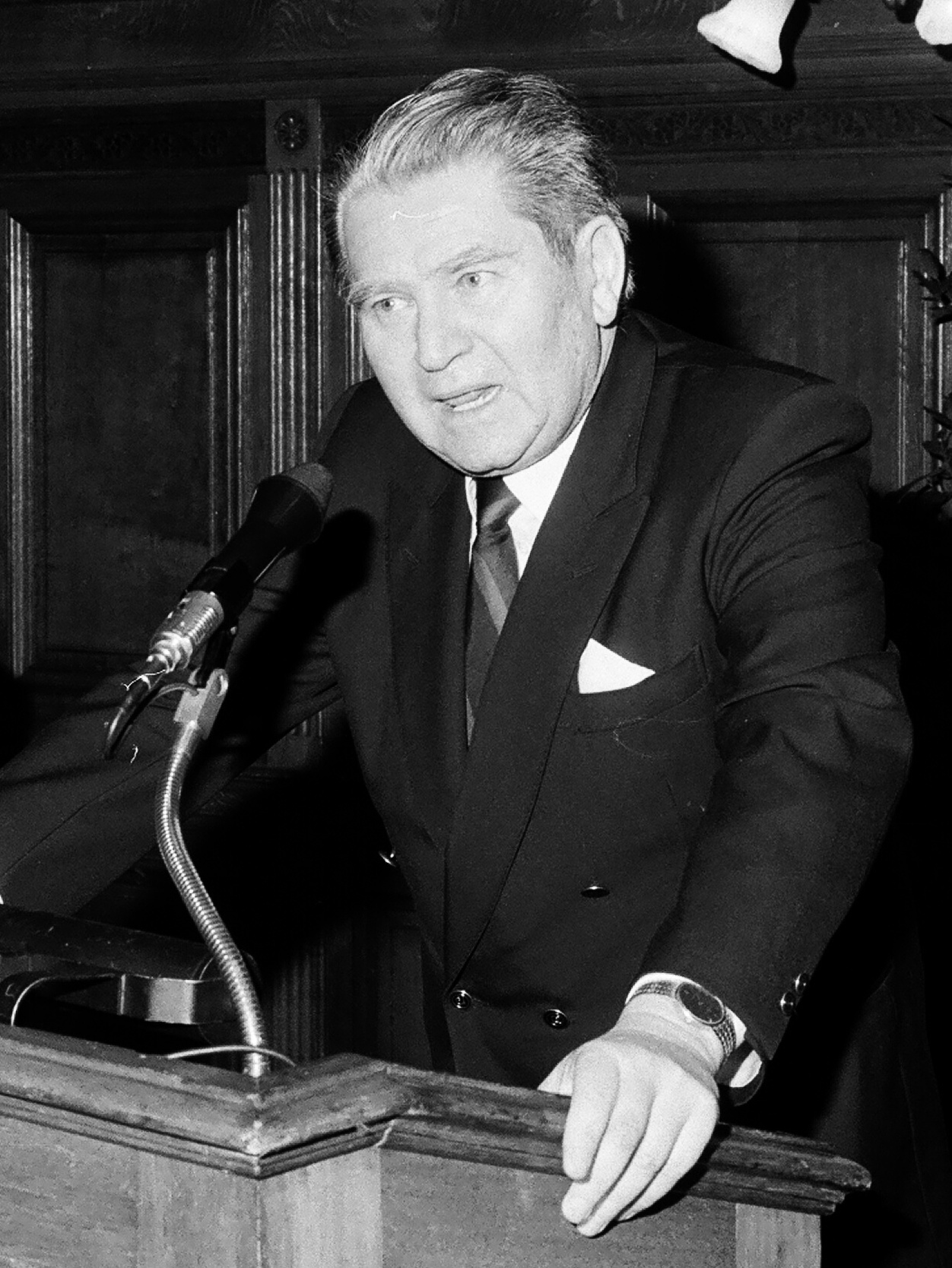
Andreas Rett

Andreas Rett (Fürth (Beieren), 2 januari 1924 – Wenen, 25 april 1997) was een Oostenrijkse kinderarts naar wie het syndroom van Rett is genoemd.